# Claude Marolles
Pour les articles homonymes, voir Marolles.
Claude Eustache François Marolles, né en juin 1753 et mort le 24 avril 1794, est un ecclésiastique et un homme politique français.
Il devient à 30 ans curé de l'église Saint-Jean-Baptiste à Saint-Quentin. Le 24 juin 1786, il est reçu franc-maçon dans la loge saint-quentinoise « L'Humanité ».
En 1789, il est élu député du clergé aux états généraux et est l'un des premiers à rejoindre le Tiers état, le 15 juin 1789. Il devient par la suite secrétaire de l'Assemblée constituante et prête serment à la constitution civile du clergé.
Le 21 janvier 1791, il est élu à distance évêque constitutionnel de l'Aisne (par 230 voix contre 100 voix à Terrier, curé de La Ferté-Milon) et doit quitter son poste à l'Assemblée. Après bien des difficultés liées au caractère schismatique de l'acte (tous les évêques refusent), il est finalement sacré avec Louis-Alexandre Expilly de La Poipe dans l'église de l'Oratoire le 24 février 1791 par Talleyrand, lui-même évêque d'Autun ; on contraint le roi à les recevoir, ainsi que leur serment. Le 27 février, Marolles et Expilly assistent à leur tour Jean-Baptiste Gobel au sacre de Jean-Baptiste Pierre Saurine, élu à l'évêché des Landes.
Il doit officier à Soissons (l'évêché de l'Aisne remplaçant l'évêché de Soissons et l'évêché de Laon, ce dernier disparaissant définitivement) ; Henri-Joseph-Claude de Bourdeilles, évêque de Soissons à qui il va prendre, au moins matériellement, l'épiscopat, conteste vigoureusement ses attributions (« tous les titres qu'il peut [...] produire sont radicalement nuls. »), le déclare sacrilège et schismatique, et par là candidat à l'excommunication ; on l'accuse de vouloir faire assassiner Marolles. Ce dernier s'installe finalement le 6 mars 1791, reçu chaleureusement par la population. Le 13 avril, dans la lettre apostolique Caritas, le Pape déclare que « l'élection de l'abbé Marolles [est] illégitime, sacrilège, absolument nulle et comme telle cassée et abrogée » et le menace d'excommunication s'il ne renonce pas.
Marolles est dénoncé par la suite par les historiens catholiques de l'évêché (il aurait fait abattre une chapelle gothique, oratoire particulier de l'évêque, car « monument élevé à l'inégalité »), loué pour sa modération et son ouverture d'esprit par d'autres. Il rejoint par la suite le culte de la Raison.
Il renvoie ses lettres de prêtrise le 25 brumaire de l'an II (13 novembre 1793), à la suite de l'instauration de l'être suprême et l'abdication de ses vicaires généraux ; il n'est jamais remplacé. Nommé capitaine de la garde nationale, il devient infirmier à l'hôpital militaire de Soissons où il contracte une maladie et meurt le 24 avril 1794.

## Sources
- Honoré Fisquet, La France pontificale (Gallia christiana), histoire chronologique et biographique des archevêques et évêques de tous les diocèses de France depuis l'établissement du christianisme jusqu'à nos jours, divisée en 17 provinces ecclésiastiques - Métropole de Reims - Soissons et Laon, Paris : E. Repos, 1864-1873, pp.101-104
- « Claude Marolles », dans Adolphe Robert et Gaston Cougny, Dictionnaire des parlementaires français, Edgar Bourloton, 1889-1891 [détail de l’édition]
- Édouard Fleury, Le clergé du département de l'Aisne, pendant la Révolution
- Yves Dreux, « Église et contre-révolution : la mission Laonnoise (1795-1802) », in Annales historiques de la Révolution française. no 297, 1994. p. 547–561.
- Odon Delarc L'église de Paris pendant la révolution française, 1789-1801, Volume 1
- « Le clergé du soissonnais pendant la Révolution, 1789-1791 » in Mémoires de l'Aisne, tome 34
- « De quelques revenus de la ville de Soissons sous le premier Empire », in Mémoires de l'Aisne, tome 4
- Pierre de la Gorce, Histoire religieuse de la Révolution Française
- Paul Brazier, « Les loges maçonniques saint-quentinoises du XVIIIe siècle », Mémoires de la Fédération des Sociétés savantes de l'Aisne, t. 7, 1961, (p. 138-150), p. 144.
- Députés aux états généraux
- Histoire de l'église Saint-Julien de Royaucourt